# Побічна партія
Побічна партія (рос. побочная партия, англ. Second subject group) — розділ експозиції або репризи сонатної форми, у якому викладена друга основна музична тема. Як правило, побічна партія пишеться в домінантовій тональності, контрастує з головною, має більший обсяг і завершється сильним і яскравим кадансом.

## Гармонія
Основна гармонічна функція побічної партії — установлення нової тональності. В абсолютній більшості випадків це тональності домінантового напрямку: для мажорних творів — домінантова тональність, для мінорних — домінантова (частіше натуральна) або паралельна. У рідких випадках це може бути паралельна (мінорна) тональність у мажорному творі, або інші терцові співвідношення тональностей. У післякласичній сонатній формі можливі будь-які співвідношення тональностей.
Побічна партія гармонічно є більш «рихлою» у порівнянні зі стійкістю головної. Тому початок побічної партії гармонічно може бути «непевним», не відокремленим чітко від сполучної. Безумовно в гармонічному відношенні тільки заключення (з обов'язковим повним кадансом).

## Тематизм
Тематично, як і образно, побічна партія протистоїть головній. Вона більше орієнтована на мелодію, у якій звичайно більше виражені вокальні риси.
Часто має місце ритмічне відновлення побічної партії. Характерне укрупнення тривалостей і сповільнення руху. Рідше зустрічається активізація руху і дрібніші тривалості.
У фактурі нерідко має місце виражений поділ на мелодію й супровід, що характерно для теми з розвитий мелодією. Набагато рідше зустрічається зворотне — поліфонічне насичення фактури.
У деяких випадках у побічній партії використається тема головної (але обов'язково в новій тональності) або в первісному виді, або в трохи модифікованому. Це явище мало місце у творчості Гайдна, коли ще не зложилося обов'язкове образне протиставлення партій, як виняток — у Бетховена (наприклад, у першій частині «Аппассіонати»). У післякласичну епоху це було пов'язане з появою монотематизму і являє собою в сутності інше явище.
Тематично побічна партія вільніша, ніж головна, і може мати декілька (до трьох) тем. При цьому одна з тем домінує, інші виконують функцію вступу або доповнення.

## Форма
Форма побічної партії також вільна й допускає безліч варіантів. Частіше інших це період, велика пропозиція або проста двочастинна форма.

## Зрушення
Зрушення (прорив, зсув) — часте явище в побічній партії. Зрушенням називається раптове порушення характеру й поява контрастних елементів головної або сполучної партій. Зрушення — ще одне відбиття основного конфлікту, що з усією силою буде розкритий у розробці. При цьому виникає істотне розширення й форма побічної партії фактично руйнується.
Контраст у момент зрушення може бути різної сили. Це може бути й поява дисонуючої гармонії (найбільш слабкий контраст), і вторгнення матеріалу головної партії в її початковому характері (найсильніший варіант, особливо при драматичної головній і ліричній побічній).